# Wincenty Karuga

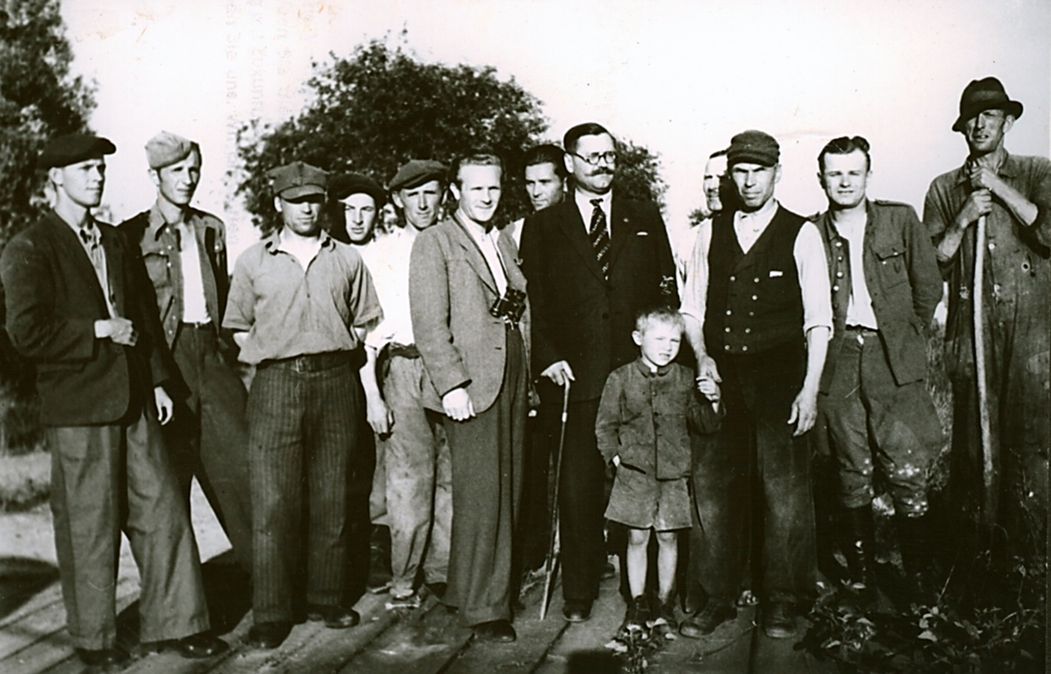
Wincenty Karuga, jako starosta krośnieński w otoczeniu chłopów z okolic Krosna Odrzańskiego (lato 1949 r.)

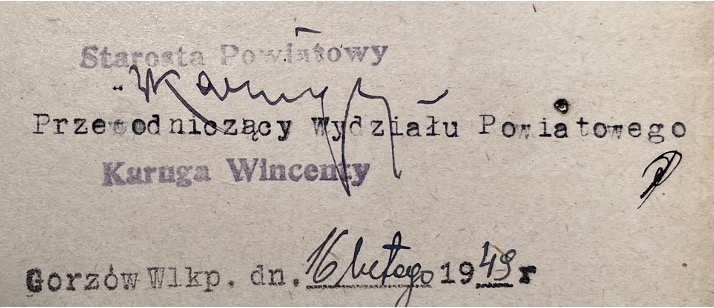
Podpis Wincentego Karugi jako starosty powiatowego krośnieńskiego na piśmie z 1949 r.

Wincenty Karuga, ps. „Kazimierz Nemedyński” (ur. 19 lipca 1906 w Królewskiej Hucie, zm. 25 grudnia 1961 w Bytomiu) – nauczyciel, działacz społeczny i polityczny, bezpartyjny Poseł na Sejm.

## Życiorys
Urodził się w Królewskiej Hucie jako syn Pawła (1876–1946), działacza związkowego i powstańca. W trakcie III powstania śląskim był kurierem z Naczelną Komendą Wojsk Powstańczych. Współorganizator i przywódca Związku Młodzieży Powstańczej.
Ukończył Seminarium Nauczycielskie w Pszczynie. Podjął studia w Centralnym Instytucie Wychowania Fizycznego i rozpoczął pracę w szkołach w Chorzowie i w Katowicach. Ukończył kurs sędziego lekkoatletycznego, organizował rozgrywki piłkarskie, działał w klubie motocyklowym w Katowicach.
Instytut Badania Spraw Narodowościowych w Warszawie. Był jednym z inicjatorów powstania Stowarzyszenia Młodzieży Polskiej w Biertułowicach, w 1933 został prezesem Bratniej Pomocy słuchaczy Centralnego Instytutu Wychowania Fizycznego, był jednym z organizatorów i członków zarządu Związku Młodzieży Powstańczej. Został wpisany do Sonderfahndungsbuch Polen. Przez cały okres hitlerowskiej okupacji był poszukiwany przez Gestapo. Był członkiem Armii Krajowej. W tym czasie ukrywał się pod pseudonimem Kazimierz Nemedyński.
Od zakończenia wojny był starostą w Nysie, a  od 1 listopada 1948 do 31 grudnia 1949 w Krośnie Odrzańskim. Odnalazł i zabezpieczył przed szabrownikami przewieziony przez Niemców z Warszawy do Nysy pomnik Mikołaja Kopernika i Chrystusa z kościoła św. Krzyża w Warszawie. Był inicjatorem odbudowy Nysy. 21 września 1946 został zastępcą prezesa Podokręgu Związku Piłki Nożnej w Prudniku. Z powodu konfliktów z komunistycznymi działaczami był usuwany z funkcji polityczno-społecznych. Szef Krośnieńskiego Urzędu Bezpieczeństwa tak scharakteryzował byłego starostę nyskiego:

Karuga Wincenty przybył z powiatu Nysa, jest czł. P.P.S. o zapatrywaniach W.R.N.-owskich. Niechętnie, a nawet wrogo ustosunkowany do czł. P.P.R."

 W piśmie z 29 grudnia 1948 do Wojewódzkiego Urzędu UB w Poznaniu szef UB w Krośnie Odrzańskim raportował:

Administracja powiatowa – (…) Sam Starosta powiatowy jest wyrzucony z partii P.P.S., poglądów reakcyjnych i do tego czasu nie zmieniono go. Z takim Starostą nie może być współpracy, bo nie można szczerze o jakiejś sprawie porozmawiać. Prosiłbym, aby można przysłać innego Starostę”.

Przez wiele lat pracował jako górnik dołowy w kopalni węgla kamiennego Rozbark w Bytomiu. Pracując w kopalni ukończył wieczorową szkołę górniczą i objął stanowisko sztygara. Po zmianach 1956 roku powrócił do działalności politycznej. W wyborach z roku 1957 wybrany został do Sejmu PRL jako bezpartyjny.
Został pochowany w Goczałkowicach.

## Ordery i odznaczenia
- Złoty Krzyż Zasługi (18 stycznia 1946)[9]